# Modern Jazz Quartet
Modern Jazz Quartet (MJQ, Модерн Джаз Квартет) — американский джазовый инструментальный ансамбль, созданный в 1952 году вибрафонистом Милтом Джексоном, пианистом Джоном Льюисом, контрабасистом Перси Хитом и ударником Кенни Кларком. Все участники MJQ — афроамериканцы. Окончательный состав квартета сформировался в 1955, когда Конни Кей заменил Кенни Кларка. В этом составе группа просуществовала до 1974 года. В 1981 году коллектив обновился и продолжал функционировать в новом составе до 1997 года (последние аудиозаписи датированы 1993).

## Краткий исторический очерк
Милт Джексон, Джон Льюис и Кенни Кларк выступали в составе оркестра Диззи Гиллеспи с 1946 по 1950 годы. Вместе с басистом Рэем Брауном они стали играть в перерывах между выступлениями оркестра, чтобы дать отдых духовым, игравшим напряжённые партии в верхнем регистре. Затем группа стала выступать независимо от основного оркестра как квартет Милта Джексона.
В 1952 в ансамбль вошёл контрабасист Перси Хит, и коллектив стал называться The Modern Jazz Quartet. Хотя название подчеркивало, что у ансамбля официально нет одного-единственного лидера, Льюис постепенно взял на себя роль музыкального руководителя квартета. Он стремился облечь импровизации в более интересную форму, чем было принято в джазе, у него были идеи и хорошая подготовка, позволившая ему воплотить их в музыке. Льюис нашёл баланс между собственными сдержанными композициями и более энергичной манерой Джексона и переориентировал стиль, синтезировав технику джазовой импровизации с традициями классической европейской камерной музыки (например, элементами полифонического развития). Сочетание экспрессивной манеры вибрафона Джексона с задумчивым фортепиано Льюиса, контрабасом и ударными создало характерное звучание MJQ.
Репертуар ансамбля состоял как из стандартов эры свинга и бибопа, так и из оригинальных композиций, таких как «Django» (написанной Льюисом в память о джазовом гитаристе Джанго Рейнхардте) и пьесы Джексона «Bags' Groove» (название образовано от прозвища Джексона — «Bags»). Интерес Льюиса к музыке барокко побудил его к сочинению композиций в форме фуги (в частности, альбом Blues on Bach).
С 1954 по 1974 год квартет получил всемирное признание, записав более тридцати альбомов и объехав с концертами почти весь мир. Джексон покинул группу в 1974 году, отчасти из-за того, что стремился к более свободному стилю игры, отчасти из-за финансовых трудностей. В 1981 MJQ был реорганизован, сначала для выступлений на фестивалях, затем на постоянной основе в течение шести месяцев в год.
Квартет записал более сорока альбомов, последние записи MJQ были сделаны в 1993 году. После смерти Конни Кея в 1994 году ансамбль ещё некоторое время работал с ударником Альбертом Хитом, окончательно был распущен в 1997. 
- 1952: The Quartet (Savoy Records — Nippon Columbia)
- 1952: M.J.Q. (Prestige Records)
- 1953: An Exceptional Encounter
- 1953: Django
- 1955: Concorde
- 1956: Fontessa
- 1957: No Sun in Venice
- 1957: Modern Jazz Quartet: 1957
- 1958: The Modern Jazz Quartet Live
- 1959: Odds Against Tomorrow
- 1959: Longing For The Continent
- 1960: Pyramid
- 1960: Third Stream Music
- 1960: Immortal Concerts
- 1960: European Concert
- 1960: Modern Jazz Quartet in Concert, recorded in Ljubljana, Yugoslavia, May 27, 1960
- 1960: Modern Jazz Quartet live and at its best
- 1960: «Patterns», United Artists
- 1961: Compact Jazz
- 1961: The Modern Jazz Quartet & Orchestra
- 1962: Lonely Woman
- 1962: The Comedy
- 1963: In a Crowd [Live]
- 1964: Collaboration with Almeida
- 1964: The Sheriff, Atlantic Records
- 1966: Place Vendôme The Modern Jazz Quartet and The Swingle Singers (Philips Records)
- 1966: Blues At Carnegie Hall
- 1966: Plays George Gershwin’s Porgy and Bess
- 1969: Under The Jasmine Tree (Apple Records)
- 1969: Space (Apple Records)
- 1971: Plastic Dreams
- 1971: Paul Desmond with the Modern Jazz Quartet, Live in New York
- 1972: The Legendary Profile (Atlantic Records)
- 1973: The Art of The Modern Jazz Quartet/The Atlantic Years, 2-LP Anthology (Atlantic Records)
- 1973: In Memoriam (Little David Records)
- 1974: Blues on Bach
- 1974: The Complete Last Concert
- 1981: Reunion at Budokan
- 1982: Together Again! Modern Jazz Quartet Live At The Montreux Jazz Festival 1982 (Pablo Records)
- 1984: Echoes
- 1987: Three Windows — The Modern Jazz Quartet with The New York Chamber Symphony (Atlantic Jazz)
- 1988: For Ellington (EastWest)
- 1988: The Modern Jazz Quartet at Music Inn — Volume 2 — Guest Artist: Sonny Rollins (Atlantic Jazz)
- 1988: The Best of The Modern Jazz Quartet
- 1994: MJQ & Friends — A 40th Anniversary Celebration (Atlantic Jazz)
- 1995: Dedicated to Connie, released 1995, recorded live in Slovenia in 1960
- 2001: A Night at the Opera (Jazz Door)
- 2006: La Ronde: A Proper Introduction to the Modern Jazz Quartet
- 2009: Monterey Jazz Festival (Douglas Records)

- 2005: The Modern Jazz Quartet: 35th Anniversary Tour
- 2007: 40 Years of MJQ
- 2008: Django